# یوشی‌یوشی آراکاوا
یوشی‌یوشی آراکاوا (انگلیسی: Yoshiyoshi Arakawa؛ زادهٔ ۱۸ ژانویهٔ ۱۹۷۴) بازیگر اهل ژاپن است. وی از سال ۱۹۹۹ میلادی تاکنون مشغول فعالیت بوده‌است.